# Long Jing
Le thé longjing (chinois simplifié : 龙井茶 ; chinois traditionnel : 龍井茶 ; pinyin : lóngjǐng chá ; litt. « thé du puits du dragon ») est un thé vert de Hangzhou, Zhejiang, en Chine.

## Fabrication
Ses feuilles sont séchées à la poêle au moment d'arrêter l'oxydation, au lieu d'être séchées par dessiccation naturelle comme pour la plupart des thés. Il n'est pas non plus roulé, mais plié dans le sens de la longueur.

## Infusion
L'infusion donne un thé vert-jaune, à l'odeur très verte, ayant une saveur riche. Après infusion, ses feuilles sont mangeables.

## Falsification
Le prix du longjing a favorisé l'apparition de faux en provenance du Sichuan. Pour contrer ce phénomène, les fabricants ont eu recours à un label de garantie.

## Historique
Certains experts chinois affirment que le longjing a été développé d'après le ding gu da fang, qu'ils reconnaissent comme étant le premier thé à feuilles plates.

## Aspects culturels

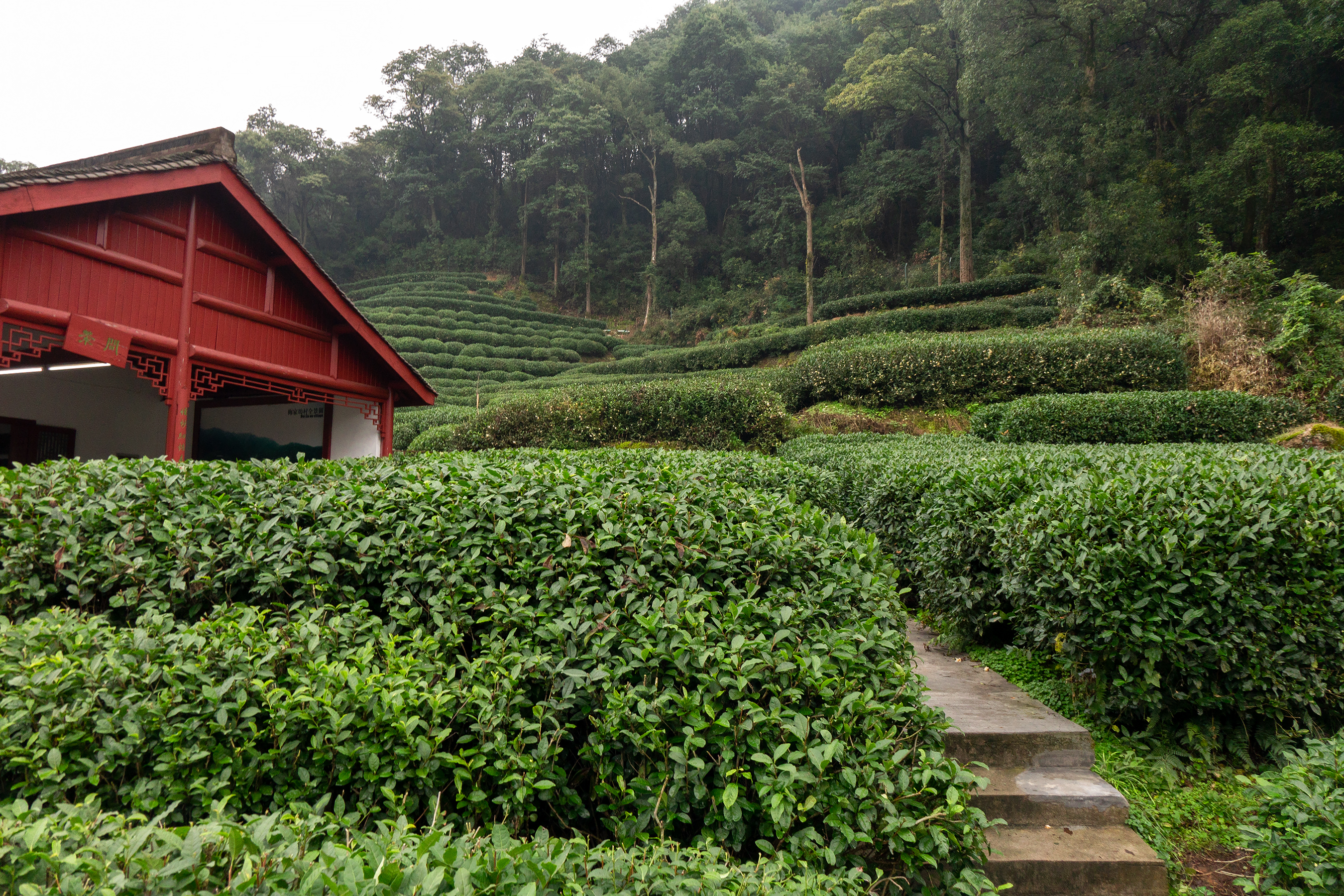
Champ de long jin.

### Légende de création
La légende chinoise raconte qu'un homme aurait trouvé au IVe siècle, au pied du  mont Tianmu (zh) une pierre en forme de dragon au moment de creuser un puits, d'où l'appellation « thé du puits du dragon ».
Dans Contes de la chambre du thé, Sophie de Meyrac rapporte un mythe fondateur du long jing : une vieille femme, propriétaire de théiers, vit pauvrement mais généreusement. Un riche marchand parcourt le pays à la recherche de thé rare et la rencontre. Le thé est quelconque, mais le marchand veut aider la vieille femme, alors il lui rachète un mortier qui contient de vieilles herbes oubliées, en espérant les récupérer pour en faire des remèdes. Quand il revient, le mortier est propre, les herbes ont été déposées comme engrais au pied des théiers. Ceux-ci se mettent à produire un thé d'une excellente qualité, et la femme devient riche.